# 2,2,6,6-Tétraméthylpipéridine
La 2,2,6,6-tétraméthylpipéridine (TMP ou HTMP), est un composé organique dérivé de la pipéridine, une amine cyclique. Elle se présente sous la forme d'un liquide incolore à l'odeur de « poisson » caractéristique des amines. Elle est utilisée en chimie comme base encombrée, ayant l'avantage d'être soluble dans les solvants organiques, contrairement aux bases inorganiques telles que l'hydroxyde de potassium.
La TMP est un précurseur de bases plus fortes, tels que le tétraméthylpipéridinure de lithium (en) et du radical TEMPO.

## Synthèse
Une synthèse possible de ce composé commence par l'addition conjuguée d'ammoniac sur la phorone. L'intermédiaire hydrazone est réduit via une réduction de Wolff-Kishner.